# 林正炎

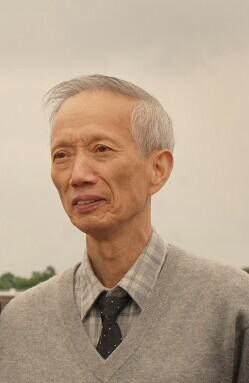

林正炎 （1941年1月—），男，浙江杭州人，中华人民共和国数学家，浙江大学教授。曾担任过杭州大学数学系主任，浙江大学理学院学术委员会主任，曾兼任过中国概率统计学会副理事长。现任浙江省特级专家，浙江大学数学中心副主任，浙江省现场统计学会理事长、浙江省数学会理事长。

## 生平
1962年毕业于杭州大学数学系。

## 奖项和荣誉
获得过国家自然科学三等奖（1997）。

## 著作
著作有 "Limit theory for mixing dependent random variables"，Strong Limit Theorems，Probability Inequalities等。